# Phricta zwicka
Phricta zwicka är en insektsart som beskrevs av Rentz, D.C.F., Y. Su och Norihiro Ueshima 2005. Phricta zwicka ingår i släktet Phricta och familjen vårtbitare. Inga underarter finns listade i Catalogue of Life.